# Hrvanje grčko-rimskim stilom
Hrvanje grčko-rimskim stilom ili klasično hrvanje (Europa) ili francusko hrvanje (u Rusiji do 1948.) stil je hrvanja, koji se prakticira širom svijeta. Ovaj se stil koristio na prvim modernim Olimpijskim igrama 1896. godine i bio je uključen u svim ljetnjim Olimpijskim igrama održanim od 1904. godine. U ovom stilu zabranjuje se hvatanje ispod struka, što je glavna karakteristika koja ga razlikuje od hrvanja slobodnim stilom (drugi oblik hrvanja koji se koristio na Olimpijskim igrama). Ovo ograničenje rezultira naglaskom na bacanja, jer hrvač ne može koristiti izlete kako bi spustio protivnika na zemlju ili ga uhvatio za nogu kako bi izbjegao bacanje.
Hrvanje grčko-rimskim stilom jedno je od nekoliko oblika amaterskoga natjecateljskoga hrvanja, koje se prakticira na međunarodnoj razini. Ostalih pet oblika su: hrvanje slobodnim stilom, zahvaćanje/potčinjivačko hrvanje, hrvanje na plaži, pankration, ališ/pojasno hrvanje i tradicionalno/narodno hrvanje. Izvršni odbor Međunarodnoga olimpijskoga odbora (MO0) preporučio je izostavljanje hrvanja kao sporta s Olimpijskih igara 2020., ali je odluku kasnije poništio.
Pretpostavlja se, da su mnogi stilovi europskog narodnog hrvanja potaknuli hrvanje grčko-rimskim stilom. Prema Svjetskoj hrvačkoj federaciji, napoleonski vojnik po imenu Jean Exbrayat prvi je razvio ovaj stil. Exbrayat je nastupao na sajmovima i svoj stil hrvanja nazvao je „ravno ručno hrvanje” kako bi ga razlikovao od ostalih oblika borbe prsa u prsa koji su dozvoljavali udaranje. Godine 1848., Exbrayat je uspostavio pravilo da se ne smije držati ispod pojasa; nisu bila dozvoljena ni bolna držanja, ni torzije koje bi naškodile protivniku. „Ravno hrvanje” ili „francusko hrvanje” (kako je stil postao poznat) razvilo se širom Europe i postalo popularan sport. Britanci nikada nisu uživali u hrvanju grčko-rimskim stilom u usporedbi s manje restriktivnom inačicom, hrvanje slobodnim stilom, a nisu to učinili ni Amerikanci. 
Jedan od najpoznatijih hrvača grčko-rimskim stilom u 19. stoljeću bio je Georg Hackenschmidt rođen u Dorpatu, tada u Ruskom Carstvu (danas grad Tartu u Estoniji), s nadimkom „Ruski lav”. Hackenschmidt je osvojio profesionalne turnire u Moskvi i Sankt Peterburgu i niz međunarodnih turnira nakon toga. Osvojivši više od 2,000 pobjeda u grčko-rimskom i slobodnom stilu, Hackenschmidt je služio kao savjetnik za fizičko obrazovanje u britanskom Domu lordova nakon umirovljenja.
Na Olimpijskim igrama, velike uspjehe imale su: zemlje bivšeg Sovjetskog Saveza, Bugarska, Turska, Južna Koreja, Rumunjska, Japan, Švedska i Finska. Carl Westergren iz Švedske osvojio je tri zlatne medalje grčko-rimskim stilom 1920., 1924. i 1932. i bio je prvi hrvač grčko-rimskog stila koji je to uspio. Aleksandr Kareljin učinio je isto 1988., 1992. i 1996. godine, uz jedno srebro 2000. Također je bio devet puta svjetski prvak i dvanaest puta europski prvak. Ivar Johansson iz Švedske osvojio je zlatne medalje u grčko-rimskom stilu 1932. i 1936. te također zlatnu medalju u slobodnom stilu 1932. godine.
Vlado Lisjak, hrvatski je hrvač grčko-rimskim stilom, osvajač zlatnog odličja na Olimpijskim igrama u Los Angelesu 1984. godine. Josip Čorak osvajač je srebrnog odličja na OI 1972. u Münchenu u hrvanju grčko-rimskim načinom u poluteškoj-kategoriji, a Milan Nenadić bronce na istim Igrama.

## Galerija
- Hrvanje grčko-rimskim stilom na OI 1984.
- Prizor borbe
- Poštanska marka Moldavije s hrvanjem grčko-rimskim stilom
- Borilište za hrvanje